# Frankenstein (revue)
Pour les articles homonymes, voir Frankenstein.
Frankenstein est une revue petit format en noir et blanc publiée aux éditions Arédit/Artima dans la collection « Comics Pocket » d'avril 1975 à octobre 1980 (19 numéros).
Elle publie essentiellement la traduction française du comic The Monster of Frankenstein publié chez Marvel entre 1973 et 1975. On y trouve aussi des récits extraits d'autres séries Marvel, telles que Creatures on the Loose avec L'Homme-Loup, Amazing Adventures et Inhumans, Astonishing Tales avec Deathlok, Supernatural Thrillers, Marvel Preview, 2001: A Space Odyssey, quelques aventures inédites de La Chose extraites de Marvel Two-In-One et les premiers épisodes de Kull the Destroyer.